# English Open
English Open är en professionell rankingturnering i snooker som spelas i England. 
Turneringen tillkom som en fullvärdig rankingturnering säsongen 2016/2017 som en del av Home Series, en serie tävlingar i England, Skottland, Wales och Nordirland.
Vinnaren tilldelas Davis Trophy, en pokal namngiven till äran av den sexfaldige världsmästaren Steve Davis.

## Vinnare
| År   | Vinnare           | Motståndare    | Resultat | Säsong  |
| ---- | ----------------- | -------------- | -------- | ------- |
| 2016 | Liang Wenbo       | Judd Trump     | 9 – 6    | 2016/17 |
| 2017 | Ronnie O'Sullivan | Kyren Wilson   | 9 – 2    | 2017/18 |
| 2018 | Stuart Bingham    | Mark Davis     | 9 – 7    | 2018/19 |
| 2019 | Mark Selby        | David Gilbert  | 9 – 1    | 2019/20 |
| 2020 | Judd Trump        | Neil Robertson | 9 – 8    | 2020/21 |
| 2021 | Neil Robertson    | John Higgins   | 9 – 8    | 2021/22 |
| 2022 | Mark Selby        | Luca Brecel    | 9 – 6    | 2022/23 |
| 2023 | Judd Trump        | Zhang Anda     | 9 – 7    | 2023/24 |
| 2024 | Neil Robertson    | Wu Yize        | 9 – 7    | 2024/25 |